# نیروی دریایی خلافت فاطمیان
نیروی دریایی خلافت فاطمیان یکی از توسعه‌یافته‌ترین نیروهای دریایی مسلمانان در دوران ابتدایی اسلام در سده‌های ۱۰ تا ۱۲ میلادی بود و در همان زمان یک نیروی نظامی بزرگی در دریای مدیترانه شرقی بود.